# Platygaster piniphila
Platygaster piniphila är en stekelart som beskrevs av Macgown 1979. Platygaster piniphila ingår i släktet Platygaster och familjen gallmyggesteklar. Inga underarter finns listade i Catalogue of Life.